# Sjeverni teritorij
Sjeverni teritorij (eng. Northern Territory) je savezni teritorij Australije. Glavni grad je Darwin, a veći gradovi su Alice Springs i Katherine.